# Hồng Tú Toàn
Hồng Tú Toàn (chữ Hán: 洪秀全, bính âm: Hóng xiù quán), tự là Hỏa Tú (火秀), xuất thân từ một gia đình người Khách Gia là lãnh tụ của cuộc khởi nghĩa Thái Bình Thiên Quốc chống lại triều đình Mãn Thanh. Ông tự xưng là Thiên Vương, thành lập ra Thái Bình Thiên Quốc và từng chiếm lĩnh nhiều vùng đất rộng lớn ở Đông-nam Trung Quốc. Ông tự xưng là em trai của Chúa Giêsu.

## Tiểu sử
Hồng Tú Toàn sinh năm 1814 (cũng có tài liệu ghi 1813) trong một gia đình trung nông có 3 trai 1 gái ở thôn Phúc Nguyên Thủy (福源水村), huyện Hoa (花縣) (ngày nay là quận Hoa Đô, thành phố Quảng Châu, tỉnh Quảng Đông), Quảng Đông, Trung Quốc. Cha ông là Hồng Cảnh Dương (洪競揚) và mẹ ông là Vương thị (王氏). Ông học hành thông minh nhưng đi thi nhiều lần không đỗ. Ông sau đó chuyển đến sống tại thôn Quan Lộc (官祿㘵村). Sau đó ông đã kết hôn với Lại Tích Anh (賴惜英).
Hồng Tú Toàn bắt đầu học tại Thư Phòng các (书房阁) lúc bảy tuổi. Sau sáu năm, ông đã có thể đọc thuộc Tứ thư, Ngũ kinh. Vào lúc 15 tuổi, cha mẹ của ông không còn đủ khả năng để cho ông tiếp tục, do đó, ông trở thành một thầy giáo cho trẻ em trong làng của mình và tiếp tục học một mình. Năm 22 tuổi, vào năm 1836, ông đi thi Tú tài tại trường thi Quảng Châu, nhưng bị trượt. Ông thi lại bốn lần, nhưng không lần nào thành công. Điều này một phần là do không có tiền hối lộ cho các quan.
Hồng Tú Toàn sau đó trở thành một thục sư (塾师) tại Thư phòng các và một số trường học ở Liên Hoa Đường (莲花塘) và vài làng khác.

## Sự nghiệp
Năm 1837, sau khi thi trượt lần thứ hai, Hồng Tú Toàn bị bệnh nặng và mơ thấy một ông vua đưa mình một thanh kiếm, đi diệt trừ Nhà Thanh đang khinh rẻ nông dân. Hồng Tú Toàn kể rằng trong giấc mơ ông cũng thấy một người trẻ tuổi hơn, ông gọi bằng anh. Bảy năm sau, vào năm 1843, tình cờ đọc cuốn Lời lành răn đời của Hội Truyền bá đạo Thiên Chúa xuất bản ở Quảng Châu, ông nhận ra trong giấc mơ của mình ông gặp được Thượng đế, cùng với Chúa Giê-xu, người mà ông gọi bằng anh. Sẵn có tâm lý không bằng lòng với chế độ khoa cử và những quy định bất công của triều đình nhà Thanh, ông đã lấy chủ nghĩa bình đẳng của đạo Thiên Chúa làm gốc, sáng lập ra đạo "Bái Thượng đế" để tập hợp người dân chống lại chính quyền.
Năm 1844, Hồng Tú Toàn đi truyền đạo. Đến năm 1850, ông phát động cuộc khởi nghĩa tại vùng núi tỉnh Quảng Tây. Sau khi giành được một số thắng lợi, ông tuyến bố thành lập chính quyền mới gọi là Thái Bình Thiên Quốc, tự xưng là Thiên vương và phân phong cho các tướng lĩnh. Thế lực của quân Hồng Tú Toàn rất mạnh, chỉ trong vòng chưa đầy nửa năm họ đã chiếm được hết hơn 16 phủ, 600 huyện, làm triều đình nhà Thanh rung chuyển. Tháng 3 năm 1853, quân nổi dậy chiếm được thành phố quan trọng phía nam của Mãn Thanh là Nam Kinh. Hồng Tú Toàn đã quyết định đổi tên thành phố thành Thiên Kinh và lấy đó làm thủ đô của Thái Bình Thiên Quốc.
Nhưng Thái Bình Thiên Quốc đã không xây dựng những căn cứ vững chắc trong những vùng mình chiếm đóng. Bộ phận lãnh đạo phạm vào nhiều sai lầm về chính trị và quân sự. Năm 1856, Hồng Tú Toàn thủ tiêu một số tướng tá có thế lực của Thái Bình Thiên Quốc (trong đó có Đông vương Dương Tú Thanh, một viên tướng tài giỏi, thành phần cố nông) không ăn cánh với mình, làm cho lực lượng khởi nghĩa giảm sút đi nhiều.
Các nước tư bản phương Tây là Anh, Pháp, Hoa Kỳ lợi dụng sự rối ren hiện nay tại Trung Quốc, trước hết dùng vũ lực buộc triều đình Mãn Thanh khuất phục, khiến cuộc chiến tranh Nha phiến lần thứ 2 (1857-1860) xảy ra, sau đó tích cực giúp đỡ triều đình Mãn Thanh và tầng lớp địa chủ quan liêu vũ trang tấn công Thái Bình Thiên Quốc. Năm 1864, Thiên Kinh bị quân đội nhà Thanh và đội vũ trang của địa chủ quan liêu bao vây chặt. Quân đội và tàu chiến của Anh, Pháp, Hoa Kỳ cũng tham gia tấn công. Quân Thái Bình Thiên Quốc cùng với dân chúng trong thành chiến đấu dũng cảm. Ngày 1 tháng 6 năm 1864, khi thành Thiên Kinh sắp thất thủ, Hồng Tú Toàn đã tự vẫn.

## Tác phẩm văn chương
Bài thơ sau đây, bài thơ có tiêu đề là Thuật chí thi (述志詩), được viết vào năm 1837 bởi Hồng Tú Toàn, minh họa suy nghĩ tôn giáo của mình và mục đích mà sau này dẫn đến việc thành lập Thái Bình Thiên Quốc.
| Nguyên văn chữ Hán 《述志詩》 手握乾坤殺伐權， 斬邪留正解民懸。 眼通西北江山外， 聲振東南日月邊。 展爪似嫌雲路小， 騰身何怕漢程偏。 風雷鼓舞三千浪， 易象飛龍定在天。 | Dịch Hán Việt Thuật chí thi Thủ ác càn khôn sát phạt quyền, Trảm tà lưu chính giải dân huyền. Nhãn thông tây bắc giang sơn ngoại, Thanh chấn đông nam nhật nguyệt biên. Triển trảo tự hiềm vân lộ tiểu, Đằng thân hà phạ Hán trình thiên. Phong lôi cổ vũ tam thiên lãng, Dịch tượng phi long định tại thiên. |